# 鶴瀬団地
鶴瀬団地（つるせだんち）は、埼玉県富士見市に立地する日本住宅公団の造成した公団住宅である。
鶴瀬第一団地、鶴瀬第二団地、鶴瀬市街地住宅に分かれるが併記する。

## 概要
当団地は鶴瀬第一団地、鶴瀬第二団地、鶴瀬市街地住宅に分かれており、それぞれ1957年（第一・昭和32年）、1962年（第二・昭和37年）、1976年（市街地・昭和51年）の竣工になった。
鶴瀬第一団地
埼玉県下3番目、東武東上線沿線初の日本住宅公団による団地として、1957年から入居が開始された。団地建設をきっかけに富士見村（当時）の都市化が始まったとされるが、鶴瀬第一団地完成後は特に大きな変化はなく、実際に都市化のきっかけになったのは1962年入居開始の鶴瀬第二団地建設の方である。
住棟の老朽化を理由として建て替えが行われたが、建て替えに際し公団と住民の話し合いは難航した。その様子はNHK総合テレビの番組でも特集された。現在は「アルビス鶴瀬」と「埼玉県営富士見鶴瀬団地」に建て替わっている。
鶴瀬第二団地
1071戸の大規模な団地として、1962年に入居が開始された。この団地建設とともに富士見村（当時）の本格的な都市化が始まり、2年後の1964年には富士見村は町制を施行し富士見町になった。
建て替えは、富士見市立上沢小学校と統合し廃校になった富士見市立鶴瀬西小学校の敷地を含め一体的に行われ、2期に分けて工事が進められている。前工区は2009年5月に入居が開始された「コンフォール鶴瀬」と、統合・新設された富士見市立つるせ台小学校の校舎になっている。後工区は2009年8月25日に着工、解体後そのほとんどが売却の予定である。
鶴瀬市街地住宅
鶴瀬第二団地テラスハウスゾーンに隣接して建設された。1階部分はテナントスペースになっている。2009年現在、鶴瀬第二団地（鶴瀬市街地住宅）管理サービス事務所、富士見市高齢者いきいきふれあいセンター、歯科、接骨院、美容室、民間デイサービスなどが入居している。

## 鶴瀬第一団地
- 竣工 - 1957年（昭和32年）
- 構成 - 33棟から構成、全230戸
- 所在 - 埼玉県富士見市鶴瀬西2

### 住棟構成
- テラスハウス - 33棟（北入り型・南入り型）
- 建て替え後、アルビス鶴瀬となったもの
  - 1号棟8戸
  - 2号棟8戸
  - 3号棟8戸
  - 4号棟8戸
  - 5号棟8戸
  - 6号棟6戸
  - 7号棟6戸
  - 8号棟6戸
  - 9号棟6戸
  - 10号棟6戸
  - 11号棟6戸
  - 12号棟8戸
  - 13号棟6戸
  - 14号棟8戸
  - 15号棟6戸
  - 16号棟6戸
  - 17号棟6戸
  - 18号棟6戸
  - 19号棟8戸
  - 20号棟8戸
  - 21号棟8戸
  - 22号棟8戸
  - 23号棟8戸
  - 24号棟8戸
  - 25号棟8戸
  - 26号棟6戸
  - 27号棟6戸
  - 28号棟6戸
  - 29号棟6戸
- 建て替え後、埼玉県営富士見鶴瀬団地となったもの
  - 30号棟8戸
  - 31号棟6戸
  - 32号棟8戸
  - 33号棟8戸

## 鶴瀬第二団地（建て替え前）
- 竣工 - 1962年（昭和37年）
- 構成 - 61棟から構成、全1071戸
- 所在 - 埼玉県富士見市鶴瀬西2

### 住棟構成
- テラスハウス - 29棟（北入り型）
  - 101号棟10戸→区画売却予定（後工区）
  - 102号棟10戸→区画売却予定
  - 103号棟11戸→区画売却予定（後工区）
  - 104号棟10戸→区画売却予定
  - 105号棟11戸→区画売却予定（後工区）
  - 106号棟10戸→区画売却予定
  - 107号棟11戸→区画売却予定（後工区）
  - 108号棟10戸→区画売却予定
  - 109号棟10戸→区画売却予定（後工区）
  - 110号棟10戸→区画売却予定
  - 111号棟10戸→区画売却予定（後工区）
  - 112号棟10戸→公園予定地
  - 113号棟6戸→公園予定地（後工区）
  - 114号棟7戸→公園予定地
  - 115号棟6戸→公園予定地（後工区）
  - 116号棟6戸→公園予定地
  - 117号棟5戸→公園予定地（後工区）
  - 118号棟10戸→コンフォール鶴瀬
  - 119号棟10戸→コンフォール鶴瀬
  - 120号棟10戸→コンフォール鶴瀬
  - 121号棟10戸→コンフォール鶴瀬
  - 122号棟8戸→コンフォール鶴瀬
  - 123号棟10戸→コンフォール鶴瀬
  - 124号棟8戸→コンフォール鶴瀬
  - 125号棟10戸→コンフォール鶴瀬
  - 158号棟9戸→区画売却予定（後工区）
  - 159号棟9戸→区画売却予定（後工区）
  - 160号棟9戸→区画売却予定（後工区）
  - 161号棟9戸→区画売却予定（後工区）
- 中層フラット棟（連続バルコニー） - 9棟（4階建て、北廊下型）
  - 126号棟32戸→コンフォール鶴瀬
  - 127号棟24戸→コンフォール鶴瀬
  - 128号棟32戸→コンフォール鶴瀬
  - 129号棟24戸→コンフォール鶴瀬
  - 130号棟32戸→コンフォール鶴瀬
  - 131号棟24戸→コンフォール鶴瀬
  - 132号棟32戸→区画売却予定（後工区）
  - 133号棟24戸→区画売却予定（後工区）
  - 134号棟32戸→区画売却予定（後工区）
- 中層フラット棟（物置付バルコニー） - 18棟（4階建て、北廊下型）
  - 135号棟16戸→つるせ台小学校校舎
  - 136号棟24戸→つるせ台小学校校舎
  - 137号棟24戸→つるせ台小学校校舎
  - 138号棟24戸→つるせ台小学校校舎
  - 139号棟24戸→つるせ台小学校校舎
  - 140号棟24戸→つるせ台小学校校舎
  - 141号棟32戸→つるせ台小学校校庭
  - 142号棟24戸→つるせ台小学校校庭
  - 143号棟32戸→つるせ台小学校校庭
  - 144号棟24戸→つるせ台小学校校庭
  - 145号棟32戸→つるせ台小学校校庭（後工区）
  - 146号棟24戸→つるせ台小学校校庭（後工区）
  - 147号棟32戸→区画売却予定（後工区）
  - 148号棟24戸→区画売却予定（後工区）
  - 149号棟24戸→区画売却予定（後工区）
  - 150号棟24戸→区画売却予定（後工区）
  - 151号棟24戸→区画売却予定（後工区）
  - 152号棟24戸→区画売却予定（後工区）
- 中層フラット棟（部分バルコニー） - 3棟（4階建て、北廊下型）
  - 153号棟16戸→区画売却予定（後工区）
  - 154号棟24戸→区画売却予定（後工区）
    - 1階に都市再生機構の埼玉地域支社埼玉東団地再生業務事務所鶴瀬第二分室

  - 155号棟24戸→区画売却予定（後工区）
- スターハウス - 2棟（5階建て）
  - 156号棟15世帯→区画売却予定（後工区）
  - 157号棟15世帯→区画売却予定（後工区）

## 鶴瀬市街地住宅
- 竣工 - 1976年（昭和51年）
- 構成 - 1棟から構成・全27戸、店舗、鶴瀬第二団地管理サービス事務所
- 所在 - 埼玉県富士見市鶴瀬西2

## 交通
- 鶴瀬駅（東武鉄道東上線）より徒歩約7分